# Ludwig Heinrich Friedrich von Hecht
Ludwig Heinrich Friedrich Hecht, seit 1828 von Hecht, (* 19. August 1774 in Halberstadt; † 6. August 1854 in Augsburg) war ein preußischer, später bayrischer Beamter, der als Kriegs- und Domänenrat wirkte.

## Leben
Er wurde im früheren Bistum Halberstadt geboren, das 1648 an das Kurfürstentum Brandenburg fiel und in ein Fürstentum umgewandelt wurde. Sein Vater war der spätere Halberstädter Regierungsdirektor Johann Julius Albrecht Hecht. Seine Mutter war Charlotte Friederike (1739–1806), Tochter des Kaufmanns und Dechanten Hermann Stilcke aus Magdeburg. Der Justizkommissar Carl Christian Julius Hecht und der Oberamtmann Friedrich Wilhelm Leopold Hecht waren seine Brüder.
Nach dem Unterricht durch Privatlehrer besuchte er ab 1784 die Domschule in seiner Heimatstadt, wo er 1790 das Abitur ablegte. 1792 ging er zum Studium an die Universität Halle, wo er Rechts- und Kameralwissenschaften studierte. Nach erfolgreichem Studienabschluss schlug er, wie mehrere seiner Verwandten, eine Verwaltungslaufbahn ein. 1795 wurde er Referendar bei der Kriegs- und Domänenkammer in Magdeburg. 1798 stellte er den Antrag auf Ablegung des Rigorosums, das er erfolgreich bestand. Im darauffolgenden Jahr wurde er Mitglied der Freimaurer.
1801 legte Hecht das große Examen ab. Danach wurde er zum Kammerassessor in Bayreuth befördert. Nachdem das Eichsfeld als Fürstentum an Preußen fiel und er wegen Nachlässigkeiten in Bayreuth einen Verweis erhielt, ließ es sich nach Heiligenstadt versetzten, wo er als extraordinärer Kriegs- und Domänenrat wirkte. Nach zwei Jahren ging er jedoch wieder zurück nach Bayreuth, wo er nunmehr als ordinären Kriegs- und Domänenrat bestallt wurde. Mit dem Übergang Bayreuths an Bayern wurde Hecht in den bayrischen Staatsdienst übernommen.
Aufgrund seiner Verdienste wurde er 1828 durch König Ludwig I. in den bayerischen Adelsstand erhoben und Ritter des Ordens vom Heiligen Michael. Er starb 1854 in Augsburg.
Hecht war mit der Freiin Maria Anna von Welden († 4. Mai 1854) verheiratet. Über hinterlassene Kinder ist nichts bekannt.